# Liste der Stolpersteine in der Autonomen Gemeinschaft Madrid

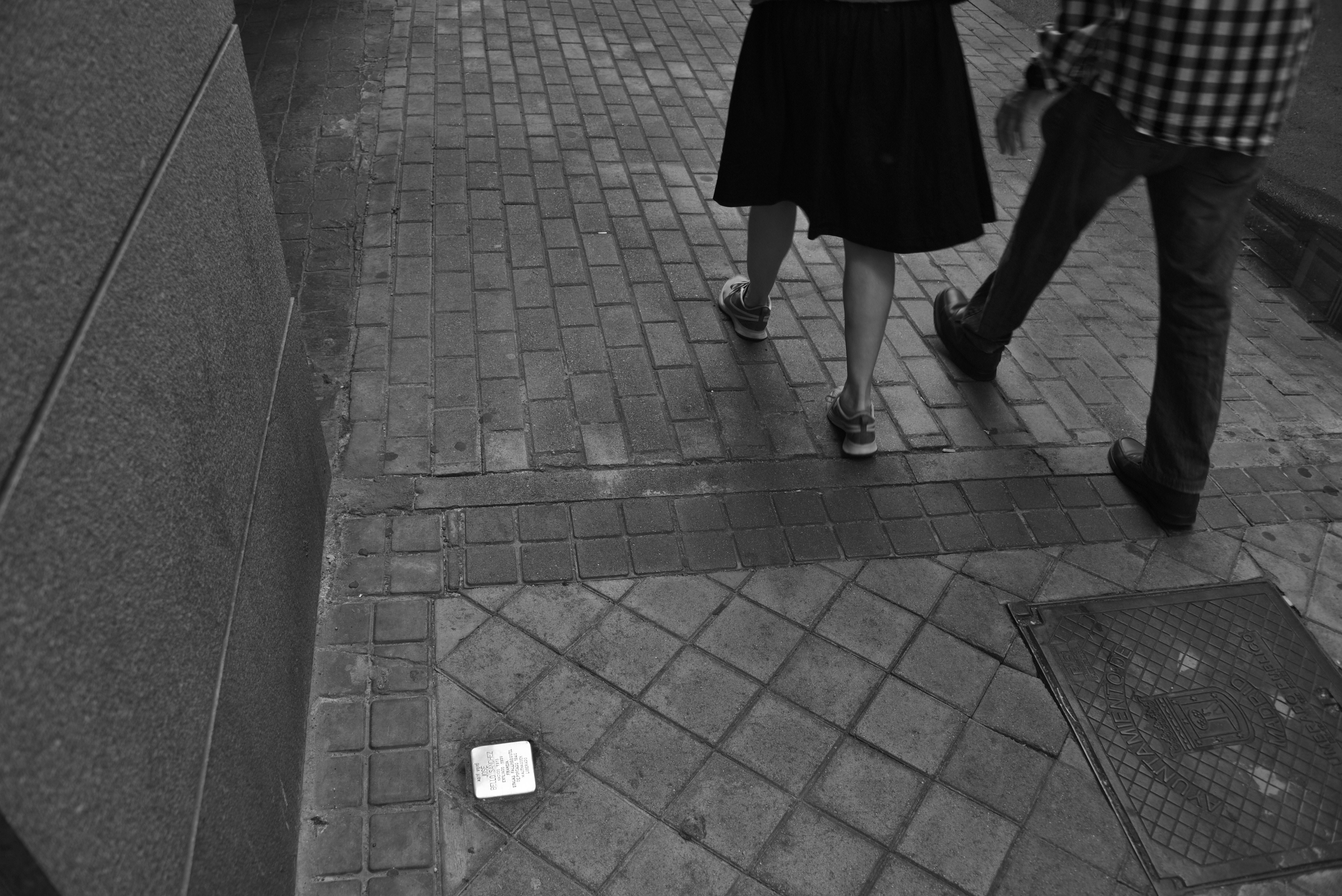
Stolperstein in Madrid, 2019

Die Liste der Stolpersteine in der Autonomen Gemeinschaft Madrid enthält die Stolpersteine in der Autonomen Gemeinschaft Madrid in Spanien, die vom Kölner Künstler Gunter Demnig verlegt wurden. Stolpersteine erinnern an das Schicksal der Menschen, die von den Nationalsozialisten ermordet, deportiert, vertrieben oder in den Suizid getrieben wurden. Sie liegen im Regelfall vor dem letzten selbstgewählten Wohnsitz des Opfers. In Spanien werden sie zumeist piedras de la memoria (Erinnerungssteine) genannt.
Die ersten Verlegungen in Madrid erfolgten am Vormittag des 26. April 2019, am späten Nachmittag in Moralzarzal.

## Schicksal der spanischen Republikaner
Während der Deutschen Besetzung Frankreichs wurden große Gruppen von spanischen Republikanern, die nach dem Sieg Francos nach Frankreich geflüchtet waren, vom NS-Regime in Haft genommen und entweder dem Vichy-Regime übergeben oder in das KZ Mauthausen deportiert. 7.532 Spanier waren dort inhaftiert und zur Zwangsarbeit verurteilt, 4.816, nahezu zwei Drittel, wurden vom NS-Regime ermordet. Den Emigranten entzog das Franco-Regime die Staatsangehörigkeit und machte sie somit staatenlos. Im KZ mussten sie den blauen Winkel für die Emigranten und Staatenlose tragen. Den überlebenden spanischen KZ-Häftlingen wurde mehrere Jahrzehnte lang jede Form der Anerkennung als Opfer und jede Wiedergutmachung verweigert.

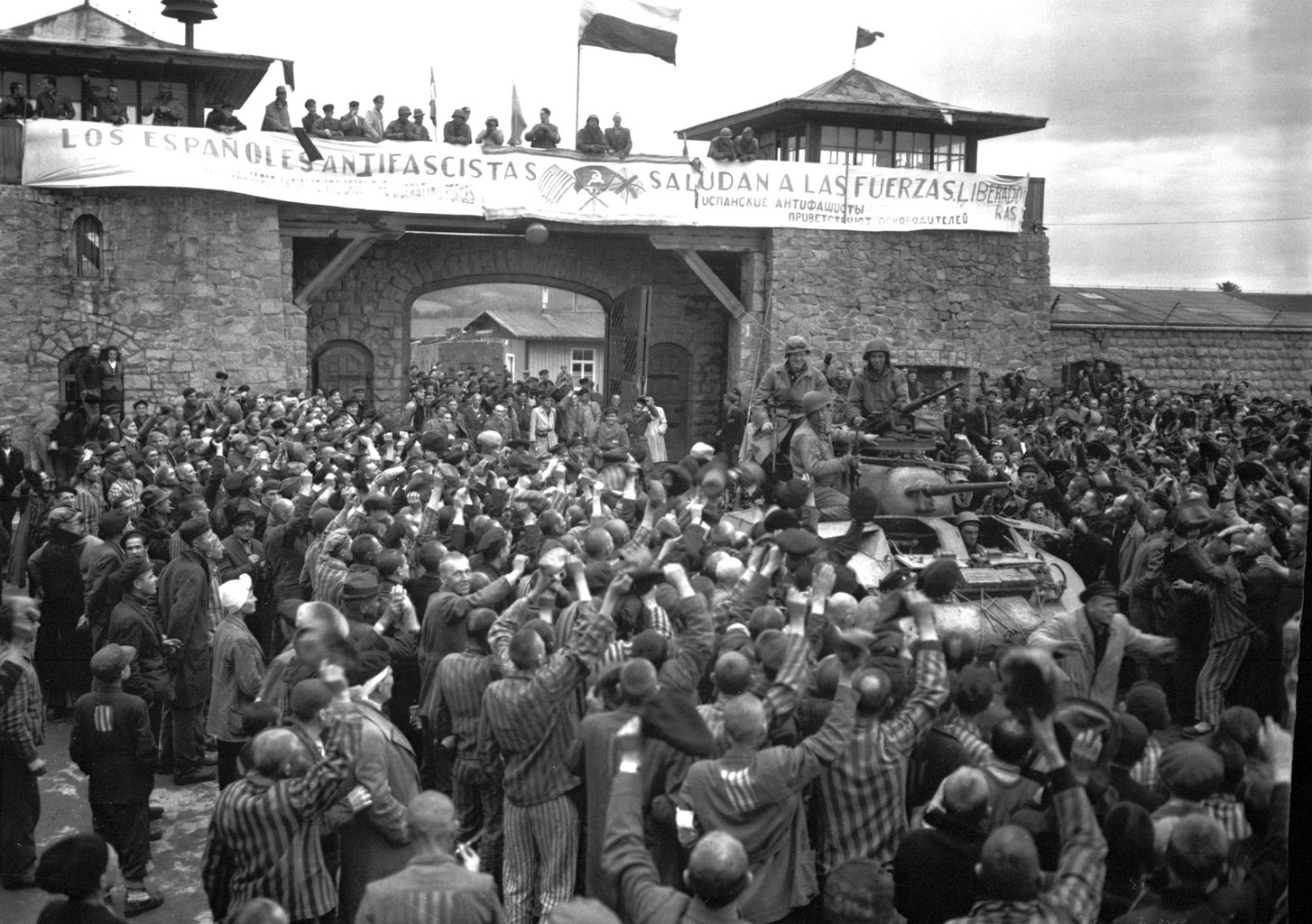
Spanische Antifaschisten grüßen die amerikanischen Befreier des KZ Mauthausen, Mai 1945

Insgesamt wurden 9.328 Spanier in nationalsozialistischen Konzentrationslagern interniert. Davon starben 5.185, 3.809 überlebten. 334 werden vermisst. Diese Zahlen beinhalten die Häftlinge von Mauthausen.
Am 26. April 2019 beschloss der spanische Ministerrat unter Vorsitz von Pedro Sánchez, dass der 5. Mai künftig als „Tag der Würdigung aller Spanier, die in Mauthausen und anderen Lagern deportiert und getötet wurden, und aller Opfer des Nationalsozialismus in Spanien“ begangen wird.

## Stolpersteine in Madrid
In der spanischen Hauptstadt Madrid sind insgesamt 449 Stolpersteine für Opfer der Hitler-Diktatur geplant. Bislang wurden folgende Stolpersteine verlegt:
Die Tabelle ist teilweise sortierbar; die Grundsortierung erfolgt alphabetisch nach dem Familiennamen.
| Stolperstein | Übersetzung | Verlegeort                                  | Name, Leben |
| ------------ | --- | ------------------------------------------- | --- |
|              | HIER LEBTE RAFAEL ACOSTA MORENO GEBOREN 1916 EXIL FRANKREICH DEPORTIERT 1944 NEUENGAMME WÖBBELIN BEFREIT                                                         | Calle de Cervantes, 12                      | Rafael Acosta Moreno (1916–) |
|              | HIER LEBTE PABLO AGRAZ ALONSO GEBOREN 1908 1939 EXIL FRANKREICH STALAG HOHENSTEIN DEPORTIERT 1940 MAUTHAUSEN-EBENSEE BEFREIT 6.5.1945                            | Cl. de José Antonio de Armona, 4 Arganzuela | Pablo Agraz Alonso (1908–1963), starb in Paris |
|              | HIER LEBTE GABRIEL ÁLVAREZ ARJONA GEBOREN 1900 EXIL FRANKREICH DEPORTIERT 1944 NEUENGAMME BEFREIT                                                                | C. de Bravo Murillo, 365 Tetuán             | Gabriel Álvarez Arjona (1900–) |
|              | HIER LEBTE TEODORO ARRANZ SAUGAR GEBOREN 1914 EXIL FRANKREICH INTERNIERT MOOSBURG DEPORTIERT 1941 MAUTHAUSEN ERMORDET 29.12.1941 GUSEN                           | Calle Tarragona, 13                         | Teodoro Arranz Saugar (1914–1941) |
|              | HIER LEBTE MANUEL ARREDONDO SANTAMARÍA GEBOREN 1891 EXIL FRANKREICH DEPORTIERT 1943 MAUTHAUSEN BEFREIT                                                           | Calle Lombia, 12                            | Manuel Arredondo Santamaría (1891–) |
|              | HIER LEBTE SATURNINO ARROYO ALONSO GEBOREN 1915 EXIL FRANKREICH INTERNIERT TRIER DEPORTIERT 1941 MAUTHAUSEN ERMORDET 25.12.1941 GUSEN                            | Calle Duque de Osuna, 8                     | Saturnino Arroyo Alonso (1915–1941) |
|              | HIER LEBTE JOSÉ ARROYO AYUSO GEBOREN 1903 EXIL FRANKREICH INTERNIERT FALLINGBOSTEL DEPORTIERT 1941 MAUTHAUSEN ERMORDET 1.11.1941 GUSEN                           | C. de Augusto Figueroa, 43                  | José Arroyo Ayuso (1903–1941) |
|              | HIER LEBTE ANDRÉS ASTORGA SÁNCHEZ GEBOREN 1914 EXIL FRANKREICH DEPORTIERT 1944 NEUENGAMME ERMORDET 19.3.1945 NEUENGAMME-WATENSTEDT                               | Calle de Juan Pantoja, 24 Tetuán            | Andrés Astorga Sánchez (1914–1945) |
|              | HIER LEBTE JOSÉ BELLO SÁNCHEZ GEBOREN 1915 EXIL 1939 FRANKREICH STALAG FALLINGBOSTEL DEPORTIERT 1940 MAUTHAUSEN BEFREIT                                          | Calle de Ponzano, 44 ·                      | José Bello Sánchez wurde am 9. September 1915 in Madrid geboren. 1939 ging er ins Exil nach Frankreich. Nach der Besetzung Frankreichs wurde er verhaftet und im Stalag XI B in Fallingbostel interniert. Am 8. September 1940 wurde er nach Mauthausen deportiert. Dort erhielt er die Nummer 4301. Er wurde im Außenlager Gusen zur Zwangsarbeit eingesetzt. Sanchez wurde am 5. Mai 1945 befreit. |
|              | HIER LEBTE MIGUEL BERTOL GARCÍA GEBOREN 1922 EXIL IN FRANKREICH DEPORTIERT 1940 'CONVOY DER 927' MAUTHAUSEN-GUSEN ERMORDET 10.2.1942 HARTHEIM                    | C. de Embajadores, 23 Centro                | Miguel Bertol García (1922–1942) |
|              | HIER LEBTE CÉSAR BLASCO SASERA GEBOREN 1877 EXIL IN FRANKREICH DEPORTIERT 1944 'TRAIN FANTÔME' DACHAU ERMORDET 21.12.1944                                        | Calle de Santa Clara, 3 Centro              | César Blasco Sasera (1877–1944) |
|              | HIER LEBTE JUAN BONET BONELL GEBOREN 1890 EXIL FRANKREICH DEPORTIERT 1943 SACHSENHAUSEN MAUTHAUSEN BEFREIT                                                       | Calle de San Bernardo, 70 Centro            | Juan Bonet Bonell (1890–) |
|              | HIER LEBTE JULIO BRIS GONZÁLEZ GEBOREN 1906 EXIL FRANKREICH INTERNIERT TRIER DEPORTIERT 1941 MAUTHAUSEN ERMORDET 20.11.1941 GUSEN                                | Calle de Bretón de los Herreros, 3 Chamberí | Julio Bris González (1906–1941) |
|              | HIER LEBTE ELIANE SOPHIE BROWNE BARTROLÍ GEBOREN 1917 IM WIDERSTAND IN FRANKREICH INHAFTIERT IN MARSEILLE DEPORTIERT DACHAU ERMORDET 12.9.1944                   | Calle de Rafael Calvo, 19                   | Eliane Sophie Browne Bartrolí, später Eliane Plewman (1917–1944) |
|              | HIER LEBTE ENRIQUE CALCERRADA GUIJARRO GEBOREN 1918 EXIL 1939 FRANKREICH STALAG TRIER DEPORTIERT 1941 MAUTHAUSEN GUSEN BEFREIT                                   | C. de Bravo Murillo, 20 · Chamberí ·        | Enrique Calcerrada Guijarro wurde am 15. Juli 1918 in Madrid geboren. Seine Familie stammte aus Puerto Lápice. Dort und in Villarta de San Juan verbrachte er seine Kindheit. Mit 18 Jahren meldete er sich freiwillig bei den Volksmilizen und kämpfte drei Jahre, unter anderem in der Schlacht bei Guadalajara. 1939 ging Guijarro ins Exil nach Frankreich. Dort flüchtete er aus dem Lager in Saint-Cyprien. Zu Beginn des Zweiten Weltkrieges befand er sich, für eine französische Militärbehörde arbeitend, an der Maginot-Linie. In Saint-Dié-des-Vosges wurde Guijarro von Deutschen Streitkräften 1940 gefangen genommen und kam als Kriegsgefangener nach Trier. Dort war er am Petrisberg im Stalag XII D interniert. Im September 1940 verlor er seinen Status als Kriegsgefangener. Am 22. Januar 1941 wurde er von Trier ins KZ Mauthausen deportiert, wo er mit der Häftlingsnummer 4.479 registriert wurde. Einige Monate nach seiner Ankunft kam er in das Außenlager Gusen. Er konnte überleben, unter anderem, indem er sein Leben durch das Stehlen von Kartoffeln riskierte. Am 5. Mai 1945 wurde Guijarro von US-Streitkräften befreit und kam in ein Lazarett nach Bregenz, wo er fast zwei Jahre lang blieb. Danach wurde er nach Frankreich rücküberstellt. Im Aufnahmezentrum ging er verschiedenen Arbeiten nach, nachts unterrichtete und studierte er. Er wurde französischer Staatsbürger und lebte zunächst in Paris. Er heiratete eine Spanierin, mit der er einen Sohn hatte. Das Paar zog nach Bigorre. Er war Mitglied der FNDIRP (Fédération Nationale des Déportés et Internés, Résistants et Patriotes) und arbeitete nach seinem Umzug nach Bigorre weiterhin in der ADIRP (Association des Déportés, Internés, Résistants et Patriotes de Paris). Er war an der Gründung des Museums für Deportation und Widerstand in Paris beteiligt. In den 1970er Jahren schrieb Guijarro ein Buch, das 2003 mit dem Titel Republicanos Españoles en Mauthausen-Gusen veröffentlicht wurde. Es enthält eine Liste von 3.820 in Gusen getöteten Spaniern mit Name, Geburtsdatum, Gefangenennummer und Todesdatum. Enrique Calcerrada Guijarro starb am 16. März 2004. |
|              | HIER LEBTE MIGUEL CALVO SÁNCHEZ GEBOREN 1905 EXIL FRANKREICH INTERNIERT FALLINGBOSTEL DEPORTIERT 1944 MAUTHAUSEN ERMORDET 21.12.1941 GUSEN                       | Calle Pedro Unanue, 16 Arganzuela           | Miguel Calvo Sánchez (1905–1941) |
|              | HIER LEBTE EUGENIO CHARLÁN REY GEBOREN 1911 EXIL FRANKREICH INTERNIERT FALLINGBOSTEL DEPORTIERT 1941 MAUTHAUSEN-SCHWECHAT BEFREIT                                | Calle del Ferrocarril, 35 Arganzuela        | Eugenio Charlán Rey (1882–1945) |
|              | HIER LEBTE RICARDO CUENCA ZAMORA GEBOREN 1914 EXIL IN FRANKREICH STALAG MOOSBURG DEPORTIERT 1941 MAUTHAUSEN ERMORDET 2.2.1942 GUSEN                              | Calle de la Huerta del Bayo, 4 Centro       | Ricardo Cuenca Zamora (1914–1942) |
|              | HIER LEBTE PEDRO DÍAZ CLEMENTE GEBOREN 1904 EXIL 1939 FRANKREICH STALAG FALLINGBOSTEL DEPORTIERT 1941 MAUTHAUSEN ERMORDET 18.12.1941 HARTHEIM                    | Calle Virtudes, 22 ·                        | Pedro Díaz Clemente wurde am 19. Mai 1904 in Santa María de Poyos geboren. Die Familie, er hatte Geschwister, zog nach Madrid, wo er in verschiedenen Unternehmen arbeitete. Er war verheiratet mit Mercedes Espinosa Ojeda, mit der er eine Tochter hatte. 1939 musste er auf Grund des familiären Umfeldes seiner Ehefrau das Land verlassen und ging ohne seine Familie nach Frankreich ins Exil. Seine Frau erhielt Nachrichten von ihm aus einem Lager in Le Barcarè. Am 17. Juni 1940 wurde Clemente von nationalsozialistischen Truppen gefangen genommen und mit der Häftlingsnummer 7099 im Frontstalag 140 in Belfort festgehalten. Am 15. Januar 1941 wurde er im Stalag XI B in Fallingbostel interniert. Seine Häftlingsnummer dort war 87079. Am 27. Januar 1941 wurde er zusammen mit 1.506 anderen Republikanern nach Mauthausen deportiert. Dort erhielt er die Nummer 5308. Er wurde am 17. Februar 1941 in das Außenlager Gusen überstellt und musste Zwangsarbeit verrichten. Laut einer Quelle wurde er am 5. Dezember in die Tötungsanstalt Hartheim überstellt. Dort wurde er am 18. Dezember 1941 vergast. Seine Tochter erfuhr erst 2006 vom Schicksal ihres Vaters. |
|              | HIER LEBTE ELEUTERIO DÍAZ-TENDERO MERCHÁN GEBOREN 1882 EXIL FRANKREICH DEPORTIERT 1944 TREN FANTASMA DACHAU ERMORDET 13.2.1945                                   | Paseo del Prado, 40                         | Eleuterio Díaz-Tendero Merchán (1882–1945) |
|              | HIER LEBTE LUIS ESPEJO DÍAZ GEBOREN 1917 EXIL FRANKREICH INTERNIERT VESOUL DEPORTIERT 1941 MAUTHAUSEN ERMORDET 3.1.1942 GUSEN                                    | Calle del Ferrocarril, 35                   | Luis Espejo Díaz (1917–1942) |
|              | HIER LEBTE MARIANO EXPÓSITO GARRIDO GEBOREN 1911 EXIL IN FRANKREICH DEPORTIERT 1940 'KONVOI DER 927' MAUTHAUSEN ERMORDET 25.9.1941 SCHLOSS HARTHEIM              | Calle de Viriato, 3 Chamberí                | Mariano Expósito Garrido (1911–1941) |
|              | HIER LEBTE ANDRES FARIÑAS ADSUAR GEBOREN 1919 EXIL 1939 FRANKREICH STALAG FALLINGBOSTEL DEPORTIERT 1941 MAUTHAUSEN ERMORDET 17.10.1941 GUSEN                     | Calle de Viriato, 2 ·                       | Andrés Fariñas Adsuar wurde am 16. August 1919 in Madrid als jüngster von drei Söhnen geboren. Er kämpfte im Spanischen Bürgerkrieg und ging nach dem Fall Kataloniens 1939 nach Frankreich ins Exil, wo er in einem Lager interniert wurde. Er trat in die französische Armee ein und wurde einer Arbeiterkompanie (CTE) zugeteilt, die an die Maginot-Linie verlegt wurde. Nach der deutschen Besetzung Frankreichs zog sich Adsuars Einheit nach Süden zurück. Er wurde verhaftet und kam zuerst in das Frontstalag 140 in Belfort, von dort wurde er ins Stalag XI B in Fallingbostel verlegt. Seine Häftlingsnummer war 87685. Am 24. Januar 1941 befand er sich in einem Deportationszug nach Mauthausen, der sein Ziel am 27. Januar 1941 erreichte. Dort erhielt er die Nummer 5152, seine Berufsbezeichnung war Elektriker. Am 17. Februar 1941 wurde er in das Außenlager Gusen überstellt und musste Zwangsarbeit leisten. Er starb am 17. Oktober 1941, als Todesursache wurden Nierenentzündung und Kreislaufschwäche angegeben. Erst nach der Transición erfuhren seine Familie von seinem Schicksal. |
|              | HIER LEBTE JOSÉ FONTANET MORENO GEBOREN 1903 1939 EXIL FRANKREICH INTERNIERT FALLINGBOSTEL DEPORTIERT 1940 MAUTHAUSEN-GUSEN ERMORDET 10.12.1941                  | Paseo de Extremadura, 150                   | José Fontanet Moreno (1909–1941) |
|              | HIER LEBTE VALENTÍN FOUCE LLANA GEBOREN 1907 EXIL IN FRANKREICH STALAG ALTENGRABOW DEPORTIERT 1941 MAUTHAUSEN ERMORDET 26.1.1942 GUSEN                           | Calle de Espronceda, 13 Chamberí            | Valentín Fouce Llana (1907–1942) |
|              | HIER LEBTE KARL FROMMKNECHT GROSSHAUS GEBOREN 1886 EXIL IN FRANKREICH DEPORTIERT SACHSENHAUSEN SCHICKSAL UNBEKANNT                                               | Calle de Viriato, 1 Chamberí                | Karl Frommknecht Grosshaus, auch Carlos (1886–?) |
|              | HIER LEBTE JOSÉ GALINIER MUÑOZ GEBOREN 1903 EXIL FRANKREICH DEPORTIERT 1940 KONVOI DER 947 MAUTHAUSEN ERMORDET 6.9.1941 GUSEN                                    | Calle del Dr. Fourquet, 20 Centro           | José Galinier Muñoz (1903–1941) |
|              | HIER LEBTE JUAN ANTONIO GARCÍA ACERO GEBOREN 1893 EXIL 1939 FRANKREICH STALAG STRASSBURG DEPORTIERT 1940 MAUTHAUSEN-GUSEN ERMORDET 23.12.1941                    | C. de la Huerta del Bayo, 5 Centro          | Juan Antonio García Acero (1893–1941) |
|              | HIER LEBTE MANUEL GARCÍA BARRADO GEBOREN 1918 EXIL FRANKREICH STALAG TRIER DEPORTIERT 1941 MAUTHAUSEN-GUSEN BEFREIT                                              | Calle de Bustamante, 4                      | Manuel García Barrado (1918–) |
|              | HIER LEBTE EUFEMIO GARCÍA GARCÍA GEBOREN 1891 EXIL 1939 FRANKREICH DEPORTIERT 1940 MAUTHAUSEN ERMORDET 19.12.1941 HARTHEIM                                       | Francos Rodríguez, 104 ·                    | Eufemio García García wurde am 17. September 1881 in Cañizal, Provinz Zamora, geboren. 1939 ging Eufemio García García nach Frankreich ins Exil. Nach der Besetzung Frankreichs wurde er im Lager von Angoulême interniert. Am 20. August 1940 kam er im KZ Mauthausen an, wo er die Nummer 3953 erhielt. Eufemio García García wurde am 19. Dezember 1941 in der Tötungsanstalt Hartheim nahe Linz durch Vergasung ermordet. |
|              | HIER LEBTE FLORENTINO GARCÍA HERNÁNDEZ GEBOREN 1897 EXIL FRANKREICH INTERNIERT GNEIXENDORF DEPORTIERT 1941 MAUTHAUSEN EBENSEE BEFREIT                            | Calle de Concepción Bahamonde, 5            | Florentino García Hernández (1897–) |
|              | HIER LEBTE LUIS GARCÍA MANZANO GEBOREN 1922 EXIL FRANKREICH STALAG GNEIXENDORF DEPORTIERT 1941 MAUTHAUSEN BEFREIT                                                | Calle Topete, 29 Tetuán                     | Luis García Manzano (1922–) |
|              | HIER LEBTE JUAN GARCÍA RAMÍREZ GEBOREN 1917 EXIL FRANKREICH DEPORTIERT 1940 MAUTHAUSEN ERMORDET 8.11.1941 GUSEN                                                  | Calle de Santa Isabel, 17 Centro            | Juan García Ramírez (1917–1941) |
|              | HIER LEBTE FORTUNATO GIL ALDEA GEBOREN 1899 EXIL FRANKREICH INTERNIERT FALLINGBOSTEL DEPORTIERT 1941 ERMORDET 9.11.1941 MAUTHAUSEN                               | Calle de El Escorial, 5                     | Fortunato Gil Aldea (1899–1941) |
|              | HIER LEBTE MARÍA GISBERT MERINO GEBOREN 1903 EXIL FRANKREICH IM WIDERSTAND DEPORTIERT 1944 TRAIN FANTÔME DACHAU, RAVENSBRÜCK, SACHSENHAUSEN BEFREIT              | Calle de Bravo Murillo, 193 Tetuán          | María Gisbert Merino (1903–) |
|              | HIER LEBTE MÁXIMO GONZÁLEZ CASADO GEBOREN 1902 EXIL FRANKREICH STALAG MOOSBURG DEPORTIERT 1940 MAUTHAUSEN ERMORDET 12.2.1942 GUSEN                               | Calle de San Vicente Ferrer, 76 Centro      | Mácimo González Casado (1902–1942) |
|              | HIER LEBTE EUSEBIO GONZÁLEZ MONTEALEGRE GEBOREN 1914 EXIL 1939 FRANKREICH STALAG VESOUL DEPORTIERT 1941 MAUTHAUSEN BEFREIT                                       | Calle de Pinos Baja, 3 ·                    | Eusebio Gonzáles Montealegre wurde am 13. Juni 1913 in Madrid geboren. 1939 ging er ins Exil nach Frankreich. Nach der Besetzung Frankreichs wurde er verhaftet und im Frontstalag Vesoul interniert. Am 8. August 1941 kam er im KZ Mauthausen an und erhielt dort die Nummer 4003. Dort wurde er zur Zwangsarbeit eingesetzt; am 5. Mai 1945 wurde er von US-amerikanischen Truppen befreit. |
|              | HIER LEBTE DOROTEO GORDO ALONSO GEBOREN 1913 EXIL FRANKREICH BUCHENWALD OHRDRUD SCHICKSAL UNBEKANNT                                                              | Calle Gran Vía, 9                           | Doroteo Gordo Alonso (1913–?) |
|              | HIER LEBTE ÁNGEL HERNÁNDEZ GARCÍA GEBOREN 1912 EXIL FRANKREICH STRAFLAGER NEUE BREM DEPORTIERT 1943 MAUTHAUSEN BEFREIT                                           | Calle de Concepción Jerónima, 6 Centro      | Ángel Hernández García (1912–) |
|              | HIER LEBTE GREGORIO HUETE RODRÍGUEZ GEBOREN 1920 EXIL FRANKREICH STALAG TRIER DEPORTIERT 1941 MAUTHAUSEN ERMORDET 19.12.1941 GUSEN                               | Calle de San Vicente Ferrer, 76 Centro      | Gregorio Huete Rodríguez (1920–1941) |
|              | HIER LEBTE GREGORIO HUETE RODRÍGUEZ GEBOREN 1909 EXIL FRANKREICH IM WIDERSTAND INTERNIERT PARIS DEPORTIERT 1944 RAVENSBRÜCK BEREIT                               | Calle de Sandoval, 15 Chamberí              | María Pilar Lubián Clemente (1909–1999) |
|              | HIER LEBTE SEBASTIÁN MANGLANO BRONTE GEBOREN 1921 EXIL FRANKREICH IM WIDERSTAND DEPORTIERT 1944 DACHAU, AUSCHWITZ BUCHENWALD BEFREIT                             | Calle de Claudio Coello, 24 Salamanca       | Sebastián Manglano Bronte (1921–) |
|              | HIER LEBTE BENITO MARTÍN DEL ÁGUILA GEBOREN 1904 EXIL FRANKREICH INTERNIERT HOHENSTEIN DEPORTIERT 1940 MAUTHAUSEN ERMORDET 9.11.1941 GUSEN                       | Calle Rufino Blanco, 5                      | Benito Martín del Águila (1904–1941) |
|              | HIER LEBTE EUGENIO MARTÍN SANZ GEBOREN 1901 EXIL FRANKREICH INTERNIERT BATHORN DEPORTIERT 1941 MAUTHAUSEN ERMORDET 25.11.1941 GUSEN                              | Calle Diego de León, 42                     | Eugenio Martín Sanz (1901–1941) |
|              | HIER LEBTE JOSÉ MARTÍNEZ ÁLVAREZ GEBOREN 1916 EXIL FRANKREICH INTERNIERT FALLINGBOSTEL DEPORTIERT 1941 MAUTHAUSEN ERMORDET 8.5.1942 GUSEN                        | C. de Augusto Figueroa, 6                   | José Martínez Álvarez (1916–1942) |
|              | HIER LEBTE GREGORIO MARTÍNEZ TUNDIDOR GEBOREN 1908 EXIL FRANKREICH INHAFTIERT GESTAPO WIEN DEPORTIERT 1941 MAUTHAUSEN ERMORDET 12.1.1942 GUSEN                   | Calle del General Lacy, 50                  | Gregorio Martínez Tundidor (1908–1942) |
|              | HIER LEBTE ISIDRO MONTES GRANADOS GEBOREN 1913 EXIL FRANKREICH STALAG TRIER DEPORTIERT 1941 MAUTHAUSEN BEFREIT                                                   | Calle Sánchez Barcaiztegui, 7               | Isidro Montes Granados (1913–) |
|              | HIER LEBTE VENANCIO ORTELLS MENÉNDEZ GEBOREN 1909 EXIL IN FRANKREICH DEPORTIERT 1944 ERMORDET 15.2.1945 NEUENGAMME                                               | Calle del Carmen, 4 Centro                  | Venancio Ortells Menéndez (1909–1945) |
|              | HIER LEBTE ANTONIO ORTÍZ CRESPO GEBOREN 1920 EXIL IN FRANKREICH INTERNIERT IN DUNKERQUE STALAG FALLINGBOSTEL DEPORTIERT 1940 MAUTHAUSEN ERMORDET 11.9.1941 GUSEN | Calle de Espronceda, 7 · Chamberí ·         | Antonio Ortíz Crespo (1920–1941) |
|              | HIER LEBTE GONZALO ORTÍZ CRESPO GEBOREN 1910 EXIL IN FRANKREICH INTERNIERT IN DUNKERQUE STALAG FALLINGBOSTEL DEPORTIERT 1940 MAUTHAUSEN ERMORDET 28.2.1941 GUSEN | Calle de Espronceda, 7 · Chamberí ·         | Gonzalo Ortíz Crespo (1910–1941) |
|              | HIER LEBTE ANTONIO PAREDES MARTÍNEZ GEBOREN 1917 EXIL IN FRANKREICH IM WIDERSTAND INTERNIERT COMPIEGNE DEPORTIERT 1944 BUCHENWALD SCHICKSAL UNBEKANNT            | Calle de Embajadores, 4 Centro              | Juan Antonio Paredes Martínez (1917–1944/45) |
|              | HIER LEBTE PEDRO PALLARÉS FERRER GEBOREN 1890 EXIL IN FRANKREICH IM WIDERSTAND DEPORTIERT 1944 'TRAIN FANTÔME' DACHAU ERMORDET 25.3.1945                         | Calle de Santa Ana, 25 Centro               | Pedro Pallarés Ferrer (1890–1945) |
|              | HIER LEBTE VICENTE PARRA BORDETAS GEBOREN 1886 EXIL FRANKREICH IM WIDERSTAND DEPORTIERT 1944 TRAIN FANTÔME DACHAU BEFREIT                                        | Paseo de Recoletos, 31                      | Vicente Parra Bordetas (1908–1942) |
|              | HIER LEBTE MARIANO PÉREZ RODRÍGUEZ GEBOREN 1909 EXIL FRANKREICH INTERNIERT FALLINGBOSTEL DEPORTIERT 1941 MAUTHAUSEN ERMORDET 14.11.1941 GUSEN                    | Calle del Ferrocarril, 10                   | Mariano Pérez Rodríguez (1909–1941) |
|              | HIER LEBTE ÁNGEL ANTONIO POYO MUÑOZ GEBOREN 1919 EXIL FRANKREICH IM WIDERSTAND GEFALLEN IM KAMPF 16.3.1944 VEYRINES-DE-DOMME                                     | Calle Rufino Blanco, 5 Salamanca            | Ángel Antonio Poyo Muñoz (1919–1944) |
|              | HIER LEBTE EMILIO RAMOS GONZÁLEZ GEBOREN 1917 EXIL 1939 FRANKREICH STALAG TRIER DEPORTIERT 1941 MAUTHAUSEN-GUSEN ERMORDET 5.12.1941                              | Carabanchel                                 | Emilio Ramos González (1971–1941) |
|              | HIER LEBTE GREGORIO REBOLLO GARCÍA GEBOREN 1903 EXIL 1939 FRANKREICH STALAG STRASSBURG DEPORTIERT 1940 MAUTHAUSEN ERMORDET 29.6.1942 GUSEN                       | Nenúfar, 6 ·                                | Gregorio Rebollo García wurde 1903 in Alpedrete, einer Gemeinde im Nordwesten der Autonomen Gemeinschaft Madrid. Er beteiligte sich an der Verteidigung der Zweiten spanischen Republik und kämpfte unter anderem in der Ebroschlacht. Nach der Niederlage der Republikaner flüchtete er ins französische Exil. Dort kämpfte er in der französischen Armee. Am 20. Juni 1940 wurde er von den Nationalsozialisten in Saint-Dié-des-Vosges in den Vogesen gefangen genommen und danach im Stalag V D in Straßburg interniert. Gregorio Rebollo García wurde mit Konvoi No. 12 in das KZ Mauthausen deportiert, wo er am 13. Dezember 1940 ankam und mit der Nummer 5176 registriert wurde. Er wurde in das Außenlager Gusen überstellt, wo er die Nummer 11877 erhielt. Gregorio Rebollo García wurde am 29. Juni 1942 vom NS-Regime ermordet. |
|              | HIER LEBTE ANTONIO ROSCIANO CID GEBOREN 1913 EXIL FRANKREICH INTERNIERT STRASSBURG DEPORTIERT 1940 MAUTHAUSEN BEFREIT                                            | Calle del Espíritu Santo, 39                | Antonio Rosciano Cid (1913–) |
|              | HIER LEBTE RODOLFO RUIZ DÁVILA GEBOREN 1901 EXIL FRANKREICH INTERNIERT TRIER DEPORTIERT 1941 MAUTHAUSEN ERMORDET 8.11.1941 GUSEN                                 | Calle de Pelayo, 60                         | Rodolfo Ruiz Dávila (1901–1941) |
|              | HIER LEBTE GIL RUIZ DOMÍNGUEZ GEBOREN 1901 EXIL FRANKREICH INTERNIERT FALLINGBOSTEL DEPORTIERT 1940 MAUTHAUSEN ERMORDET 4.11.1941 GUSEN                          | Calle Tarragona, 15                         | Gil Ruiz Domínguez (1901–1941) |
|              | HIER LEBTE FERNANDO SALCEDO RABANAQUE GEBOREN 1917 EXIL IN FRANKREICH STALAG HOHENSTEIN DEPORTIERT 1940 MAUTHAUSEN ERMORDET 31.12.1942 GUSEN                     | P.º del General Martínez Campos, 4 Chamberí | Fernando Salcedo Rabanaque (1917–1942) |
|              | HIER LEBTE DIONISIO SAMALEA RODRÍGUEZ GEBOREN 1915 EXIL FRANKREICH DEPORTIERT 1944 NEUENGAMME VERSTORBEN 15.5.1945 ROTENBURG                                     | Calle Rufino Blanco, 7 Salamanca            | Dionisio Samalea Rodríguez (1915–1945) |
|              | HIER LEBTE JESÚS SANTOS ALONSO GEBOREN 1913 EXIL FRANKREICH IM WIDERSTAND DEPORTIERT 1944 NEUENGAMME ERMORDET 29.12.1941 GUSEN                                   | Calle de San Andrés, 33 Centro              | Jesús Santos Alonso (1913–1941) |
|              | HIER LEBTE MIGUEL SANTOS ALONSO GEBOREN 1916 EXIL FRANKREICH IM WIDERSTAND DEPORTIERT 1944 NEUENGAMME VERSTORBEN 18.6.1945 ROTENBURG                             | Calle de San Andrés, 33 Centro              | Miguel Santos Alonso (1916–1945) |
|              | HIER LEBTE ÁNGEL TREVIJANO GARCÍA GEBOREN 1915 EXIL IN FRANKREICH STALAG FRANKENTHAL DEPORTIERT 1941 MAUTHAUSEN ERMORDET 26.11.1942 GUSEN                        | C. de Santa Ana, 16 Centro                  | Ángel Trevijano García (1915–1942) |
|              | HIER LEBTE VICTORIANO VALENCIA JAVALERA GEBOREN 1916 EXIL FRANKREICH STALAG TRIER DEPORTIERT 1941 MAUTHAUSEN ERMORDET 12.1.1942 GUSEN                            | Calle de Zurita, 7 o 9                      | Victoriano Valencia Javalera (1916–1942) |
|              | HIER WURDE GEBOREN JESÚS VELASCO ECHAVE GEBOREN 1878 EXIL IN FRANKREICH DEPORTIERT 1944 'TRAIN FANTÔME' DACHAU ERMORDET 20.11.1944 BERGEN-BELSEN                 | C. Madera 47 Centro                         | Jesús Velasco Echave (1878–1944) |
|              | HIER LEBTE MANUEL VILLAR COBOS GEBOREN 1905 EXIL FRANKREICH DEPORTIERT 1940 KONVOI DER 927 MAUTHAUSEN ERMORDET 27.10.1941 GUSEN                                  | Calle San Vicente Ferrer, 20                | Manuel Villar Cobos (1905–1941) |
|              | HIER LEBTE ANTONIO ZURITA MAYO GEBOREN 1918 EXIL 1939 FRANKREICH STALAG FALLINGBOSTEL DEPORTIERT 1941 MAUTHAUSEN GUSEN BEFREIT                                   | Espronceda, 7 ·                             | Antonio Zurita Mayo wurde am 20. November 1918 in Madrid geboren. 1939 ging er ins Exil nach Frankreich. Nach der Besetzung Frankreichs wurde er verhaftet und im Stalag XI B in Fallingbostel interniert. Am 27. Januar 1941 wurde er in das KZ Mauthausen deportiert, wo er die Nummer 6824 erhielt. Im Außenlager Gusen wurde er zur Zwangsarbeit eingesetzt. Am 5. Mai 1945 wurde Antonio Zurita Mayo befreit. |

## Stolpersteine in weiteren Gemeinden der Metropolregion

### Alcalá de Henares
In der Gemeinde Alcalá de Henares wurden vier Stolpersteine verlegt.
| Stolperstein | Übersetzung | Verlegeort                                | Name, Leben                                 |
| ------------ | --- | ----------------------------------------- | ------------------------------------------- |
|              | HIER LEBTE ÁNGEL ÁLVAREZ CURTO GEBOREN 1916 EXIL FRANKREICH LE BARCERES, SEPTFONDS DEPORTIERT 1944 FLOSSENBÜRG, DACHAU BEFREIT          | Calle Salinas, 5 Alcalá de Henares        | Ángel Álvarez Curto (1916–2002)             |
|              | HIER LEBTE VALENTÍN JUARA BELLOT GEBOREN 1917 EXIL FRANKREICH DEPORTIERT 1941 MAUTHAUSEN ERMORDET 10.6.1943                             | Ronda de Pescadería, 20 Alcalá de Henares | Valentín Juara Bellot (1917–1943)           |
|              | HIER LEBTE PEDRO LORETO JUARRANZ VELÁZQUEZ GEBOREN 1901 EXIL FRANKREICH STALAG COMPIEGNE DEPORTIERT 1944 NEUENGAMME ERMORDET 27.12.1944 | Calle San Bernardo, 6 Alcalá de Henares   | Pedro Loreto Juarranz Velázquez (1901–1944) |
|              | HIER LEBTE MANUEL BRAULIO VACAS LOECHES GEBOREN 1902 EXIL FRANKREICH STALAG COMPIEGNE DEPORTIERT 1944 BUCHENWALD BEFREIT                | Calle Libreros, 26 Alcalá de Henares      | Manuel Braulio Vacas Loeches (1902–1978)    |

### Chinchón
In der Gemeinde Chinchón wurde ein Stolperstein verlegt.
| Stolperstein | Übersetzung | Verlegeort          | Name, Leben                         |
| ------------ | --- | ------------------- | ----------------------------------- |
|              | IN CHINCHÓN LEBTE TOMÁS CARRETERO VELASCO GEBOREN 1914 1939 EXIL FRANKREICH DEPORTIERT 1941 MAUTHAUSEN ERMORDET 13.1.1942 GUSEN | Ajuntament Chinchón | Tomás Carretero Velasco (1914–1942) |

### Ciempozuelos
In der Gemeinde Ciempozuelos wurde am 27. Januar 2022 ein Stolperstein verlegt.
| Stolperstein | Übersetzung                                                                                                   | Verlegeort                               | Name, Leben                       |
| ------------ | --- | ---------------------------------------- | --------------------------------- |
|              | IN CIEMPOZUELOS LEBTE AGUSTIN BARRIOS ORTIZ GEBOREN 1909 DEPORTIERT 1941 MAUTHAUSEN ERMORDET 30.11.1941 GUSEN | Plaza de la Constitución, 1 Ciempozuelos | Agustin Barrios Ortiz (1909–1941) |

### Fuenlabrada
In Fuenlabrada wurde am 6. Mai 2021 ein Stolperstein verlegt, weiters ein Remembrance Stone für Luis Fernández Aguado, ein Opfer der Franquisten.
| Stolperstein | Übersetzung                                                                                      | Verlegeort                           | Name, Leben                        |
| ------------ | ------------------------------------------------------------------------------------------------ | ------------------------------------ | ---------------------------------- |
|              | IN FUENLABRADA LEBTE TOMÁS GONZÁLES HURTADO GEBOREN 1907 DEPORTIERT MAUTHAUSEN ERMORDET 1.1.1942 | Plaza de la Constitución Fuenlabrada | Tomás Gonzáles Hurtado (1907–1942) |

### Guadalix de la Sierra
In Guadalix de la Sierra wurden drei Stolpersteine verlegt.
| Stolperstein | Übersetzung | Verlegeort                               | Name, Leben                         |
| ------------ | --- | ---------------------------------------- | ----------------------------------- |
|              | IN GUADALIX DE LA SIERRA LEBTE RUFINO ESTEBAN AYUSO GEBOREN 1911 EXIL FRANKREICH INTERNIERT ANGOULÊME DEPORTIERT 1940 'CONVOY DER 927' MAUTHAUSEN ERMORDET 9.5.1941 | Plaza Consistorial Guadalix de la Sierra | Rufino Esteban Ayuso (1911–1941)    |
|              | IN GUADALIX DE LA SIERRA LEBTE ANDRÉS GONZÁLEZ MÁRQUEZ GEBOREN 1908 EXIL FRANKREICH INTERNIERT FALLINGBOSTEL DEPORTIERT 1941 MAUTHAUSEN ERMORDET 21.11.1941         | Plaza Consistorial Guadalix de la Sierra | Andrés González Márquez (1908–1941) |
|              | IN GUADALIX DE LA SIERRA LEBTE ILDEFONSO MÁRQUEZ RUBIO GEBOREN 1919 EXIL FRANKREICH INTERNIERT KREMS-GNEIXENDORF DEPORTIERT 1941 MAUTHAUSEN-GUSEN BEFREIT           | Plaza Consistorial Guadalix de la Sierra | Ildefonso Márquez Rubio (1919–)     |

### Moralzarzal
In der Gemeinde Moralzarzal wurde bislang ein Stolperstein verlegt. (Stand: Februar 2022)
| Stolperstein | Übersetzung | Verlegeort                                 | Name, Leben |
| ------------ | --- | ------------------------------------------ | --- |
|              | HIER LEBTE MELCHOR ANTUÑANO MONTALVO GEBOREN 1907 EXIL 1939 VERHAFTET 4.6.1940 INTERNIERT IM STALAG SAGAN DEPORTIERT 1941 MAUTHAUSEN ERMORDET 19.12.1941 GUSEN | Plaza de la Constitución 1 · Moralzarzal · | Melchor Antuñano Montalvo wurde am 25. April 1907 in Moralzarzal als ältestes von acht Kindern geboren. Seine Eltern waren Antolín Antuñano Olazábal und Luisa Montalvo Domínguez. Mit 14 Jahren ging er nach Madrid, um im Geschirrgeschäft seines Onkels zu arbeiten. Am 21. April 1934 heiratete er Valentina Damiana Martín Rodríguez, mit der er drei Kinder hatte. Montalvo trat vor Beginn des Bürgerkrieges dem Polizeikorps bei. Nach dem Ausbruch des Spanischen Bürgerkrieges kämpfte er auf Seiten der Republik. Im Februar 1939 flüchtete er nach Frankreich, wo er sich im Lager in Le Barcarè befand, in dem sich im Juni 1939 zehntausende Flüchtlinge aufhielten. Ende 1939 hatten die spanischen Republikanischen Flüchtlinge zwei Optionen seitens Frankreichs: sich der Fremdenlegion anzuschließen oder Teil einer Arbeitskompanie in der französischen Armee zu werden. Montalvo wählte die Arbeitskompanie. Mit mehr als 200 weiteren Spaniern war er Teil der 118. Arbeitskompanie. Am 4. Juni 1940 wurde er zusammen mit 2000 weiteren Spaniern bei Bray-Dunes von deutschen Truppen gefangen genommen. Er wurde im Stalag VIII C nahe Sagan mit der Nummer 36283 interniert. Am 26. Juni 1940 versandte er von hier noch einen Brief, den letzten an seine Familie. Im November 1940 wurde er ins Stalag XII D nach Trier überstellt. Am 25. Januar 1941 wurde er in das KZ Mauthausen überstellt, wo er die Häftlingsnummer 3241 erhielt. Er wurde zur Zwangsarbeit im Außenlager Gusen eingeteilt. Melchor Antuñano Montalvo wurde am 19. Dezember 1942 in Gusen ermordet. Seine Familie erhielt erst viele Jahre später die Bestätigung seines Todes. |

### Pinto
In der Gemeinde Pinto wurden zwei Stolpersteine verlegt.
| Stolperstein | Übersetzung                                                                                               | Verlegeort              | Name, Leben                          |
| ------------ | --- | ----------------------- | ------------------------------------ |
|              | IN PINTO LEBTE HILARIO GARCÍA RODRÍGUEZ GEBOREN 1916 DEPORTIERT 1940 MAUTHAUSEN ERMORDET 25.10.1941 GUSEN | Avenida de España Pinto | Hilario García Rodríguez (1916–1941) |
|              | IN PINTO LEBTE JOSÉ SAINERO CARRERO GEBOREN 1918 DEPORTIERT 1941 MAUTHAUSEN BEFREIT                       | Avenida de España Pinto | José Sainero Carrero (1918–2002)     |

### San Sebastián de los Reyes
In der Stadt San Sebastián de los Reyes wurde ein Stolperstein verlegt.
| Stolperstein | Übersetzung | Verlegeort                                  | Name, Leben                  |
| ------------ | --- | ------------------------------------------- | ---------------------------- |
|              | HIER LEBTE TOMÁS PEREIRA RIVERO GEBOREN 1914 EXIL FRANKREICH IM WIDERSTAND DEPORTIERT 1944 MITTELBAU-DORA BEFREIT | Calle Bilbao, 20 San Sebastián de los Reyes | Tomás Pereira Rivero (1914–) |

## Weblinks

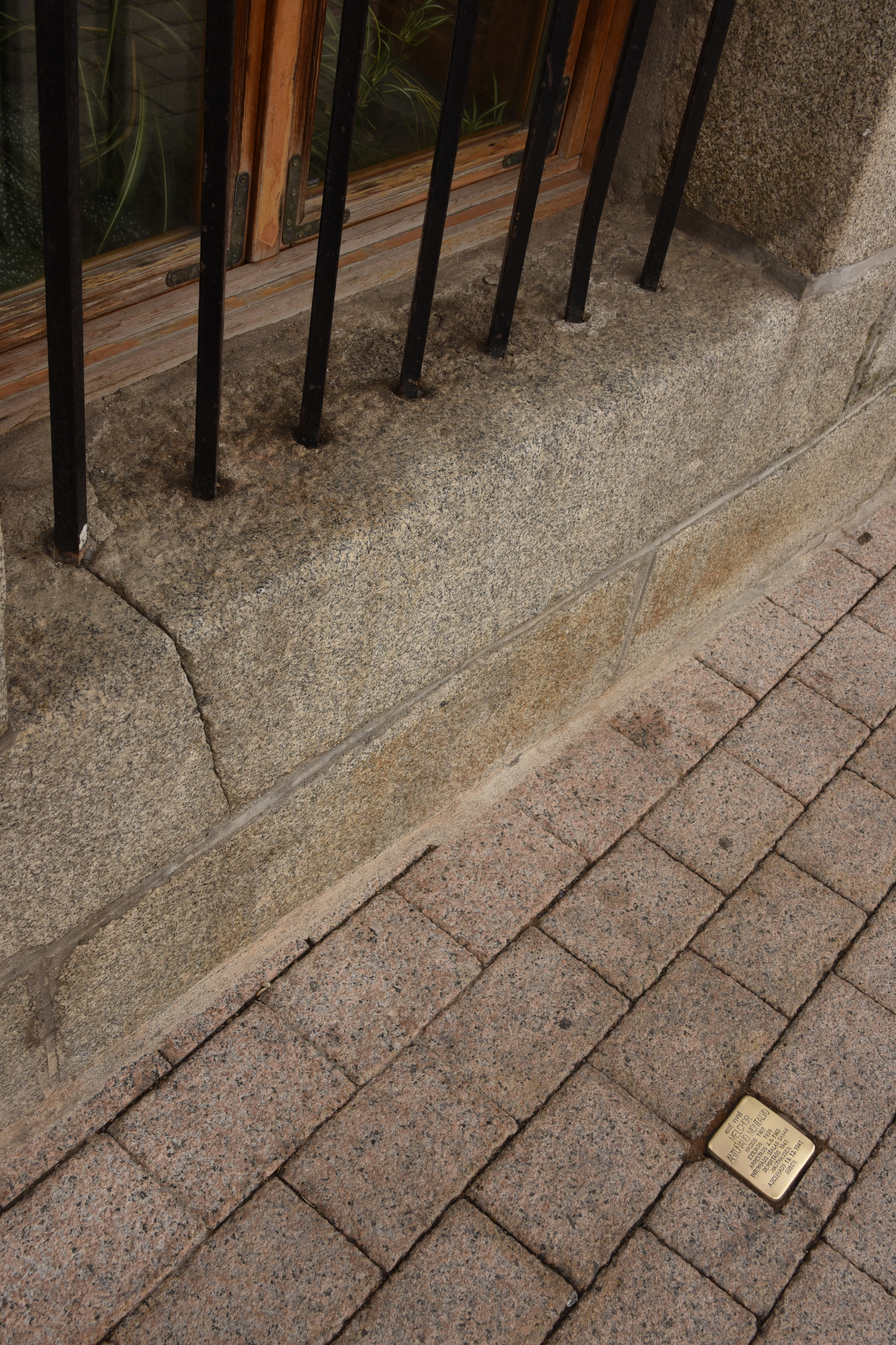
Der bislang einzige Stolperstein von Moralzarzal